# 天主教迪納傑布爾教區
天主教迪納傑布爾教區（拉丁語：Dioecesis Dinaipurensis），是羅馬天主教會以孟加拉國西北部迪納傑布爾為中心的一個主教區。屬達卡總教區。教區管轄朗布爾專區。
2004年有教友45,526名，佔轄區總人口僅百分之0.3。由32名司鐸名管理17個堂區。現任教區主教為塞巴斯蒂昂‧圖杜。
1927年5月25日升為教區。